# Preußische Bodenkredit-Aktienbank
Die Preußische Bodenkredit-Aktienbank war eine deutsche Hypothekenbank. Sie wurde 1868 in Berlin gegründet und bestand in dieser Form bis 1930.

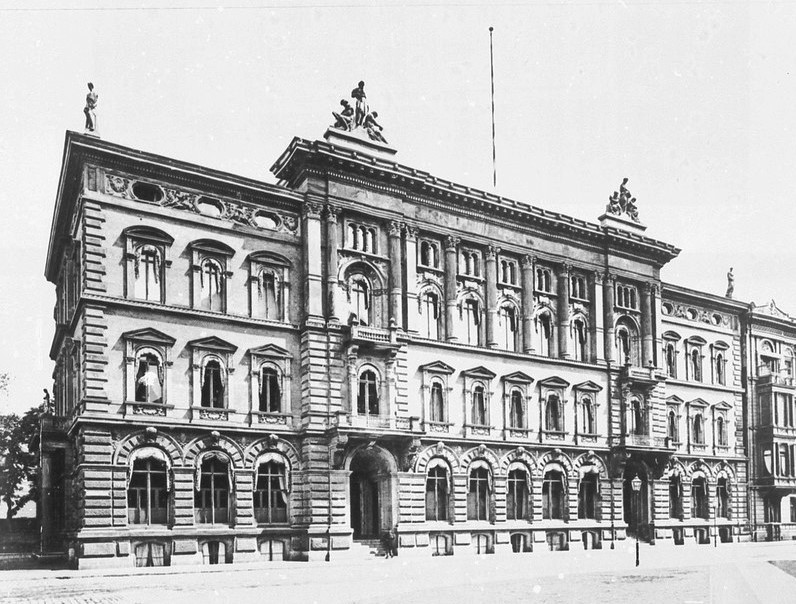
Preußische Bodenkredit-Aktienbank, Hinter der katholischen Kirche 2

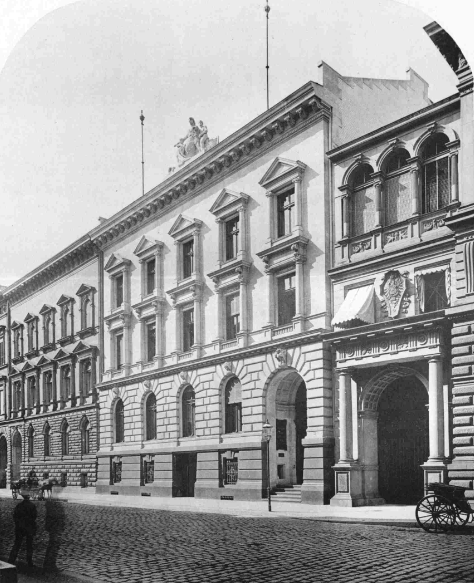
Preußische Bodenkredit-Aktienbank, Voßstraße 6

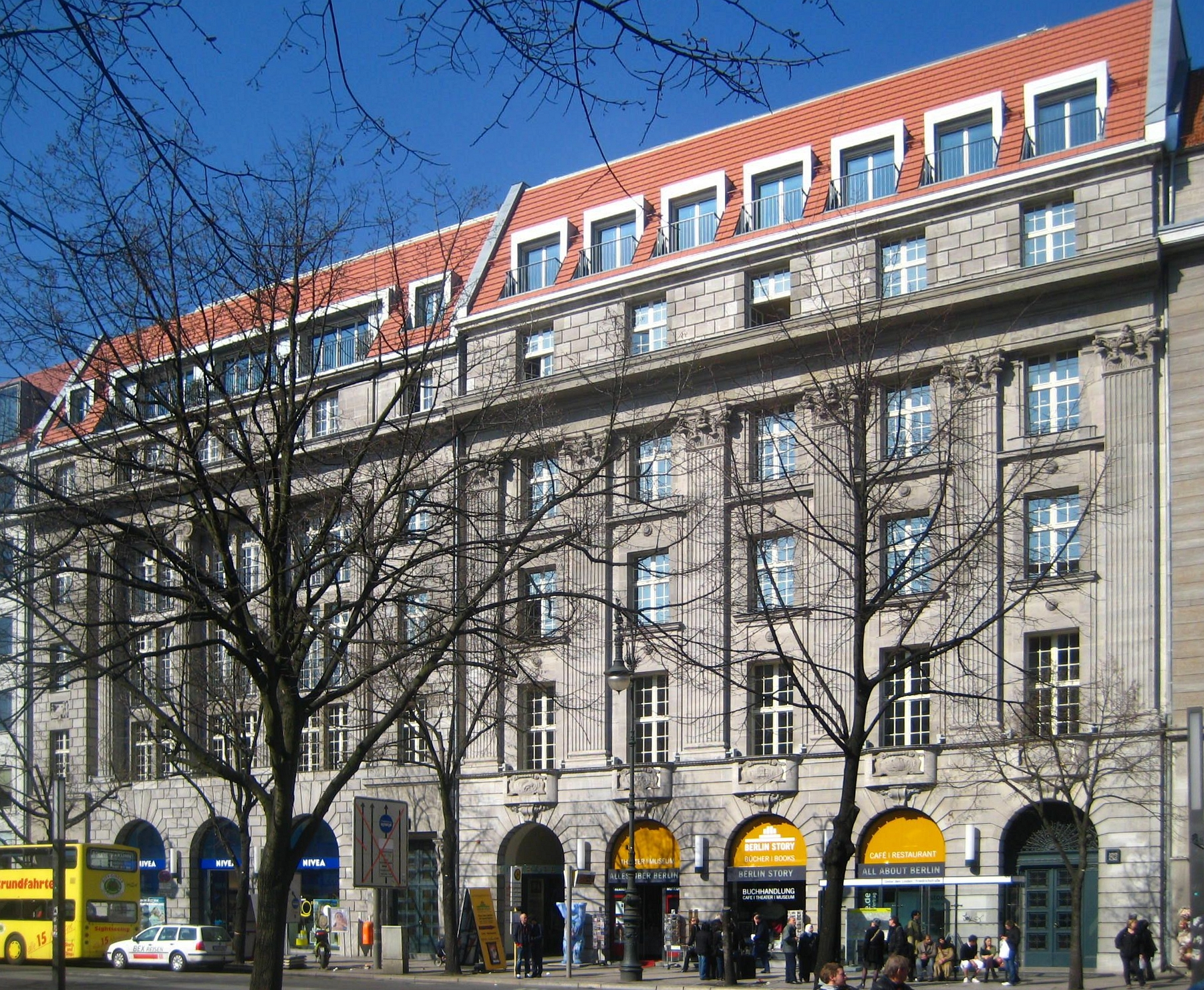
Ehemaliges Geschäftshaus der Gemeinschaftsgruppe deutscher Hypothekenbanken, Unter den Linden 28/30 (links)

## Geschichte
Von einer Gruppe von Initiatoren wurde ein Statut für eine Hypothekenbank, datiert vom 20. August 1868, dem König von Preußen zur Genehmigung vorgelegt. Daraufhin wurde dem Landrat a. D. Alfred Jachmann, dem Ehemann der Kammersängerin Johanna Wagner, am 21. Dezember 1868 das landesherrliche Privilegium zur Gründung der Preußischen Boden-Credit-Actien-Bank in Berlin auf 100 Jahre erteilt. Jachmann wurde erster Direktor der Bank, die den 1863 erlassenen preußischen Normativbestimmungen für Hypothekenbanken unterworfen war. Um diese zu umgehen, wurde unter seiner Leitung 1872 die Preußische Credit-Anstalt gegründet. Die Preußische Boden-Credit-Actien-Bank hatte zuerst ihren Sitz Hinter der katholischen Kirche 1 und ließ sich von den Architekten Ende & Böckmann von 1871 bis 1873 einen Neubau auf dem Nachbargrundstück Nr. 2 errichten. Im Jahr 1891 wurde ein Neubau in der Voßstraße 6 neuer Sitz des Unternehmens.
Von 1921 bis 1925 erfolgte ein Zusammenschluss mit sieben anderen Hypothekenbanken, der Deutschen Hypothekenbank Meiningen, der Westdeutschen Bodenkreditanstalt in Köln, der Norddeutschen Grund-Credit-Bank in Weimar, der Frankfurter Pfandbrief-Bank, der Schlesischen Boden-Credit-Actien-Bank in Breslau, der Leipziger Hypothekenbank und der Mecklenb. Hypotheken- und Wechselbank in Schwerin, zur Gemeinschaftsgruppe deutscher Hypothekenbanken. Diese hatte ihren Sitz Unter den Linden 50/51 (heute Unter den Linden 28/30). Das Gebäude steht unter Denkmalschutz. Der Zusammenschluss zur Gemeinschaftsgruppe änderte zwar nichts an dem Juristischen Bestand der Einzelgesellschaften, hob aber deren wirtschaftliche Selbständigkeit auf. 1930 erfolgte eine Verschmelzung der Preußischen Boden-Credit-Aktien-Bank mit der Schlesischen Boden-Credit-Aktien-Bank auf die Deutsche Centralbodenkredit Actiengesellschaft, die in die Gemeinschaftsgruppe einzog.